# 倒語
倒語（とうご）とは、言葉を逆の順序で読む言語現象。逆読み、または逆さ読みとも言う。「てぶくろ」→「ろくぶて」など。

## 概要
逆さ読みを行うことによって、何らかの強調を行おうとする言語活動は、言語や時代を問わず幅広く見られる。逆さ読みした語の語用は、多岐にわたるが、一般的には隠語のような正式な用法とはみなされない状況で使用されることが多い。
日本語においては、江戸時代に流行したことが有名である。（例：「キセル」→「セルキ」）このうち、たとえば「しだらない」→「だらしない」などのいくつかの言葉は、逆さ読みをした形の語が、正式な語として定着した。「たね」と「ネタ」のように意味が分化し二重語化した例もある。
英語においてはリバース・スペリング（逆さ書き、reverse-spelling）と呼ばれる。"Evian"と"Naive"、"Redrum"と"Murder"、''Golf''と''Flog''、''God''と''Dog''、''Tide''と''Edit''、''Rodos''と''Sodor''、''Bat''と''Tab''、''Tokyo''と''Oykot''、''Cat''と''TAC''、''Rat''と''Tar''、''Ako''と''Oka''、''BOT''と''TOB''、''Job''と''BOJ''などの例がある。
日本における「倒語」という表現の大変古い用例に、日本書紀巻三「能以諷歌倒語、掃蕩妖氣。倒語之用、始起乎茲。」がある。この「倒語」は「サカシマゴト」と読むのが通例で、神話上日本で初めての「倒語」の例とされるが、意味は必ずしも逆さ読みとは限らず、わざと逆のことを言う呪いや、なんらかの暗語・暗号のようなものとも考えられている（もっとも、当時の感覚では、逆にしただけでも十分に一種の暗号であったとも考えられる）。

## 構造
逆さ読みは、一般に、音素を逆順に読んだもの（録音して逆に再生すると元の言葉に近く聞こえる）とは異なり、その言語の文字体系、音韻構造や音節の影響を受ける。日本語は1文字≒1音節（正確には1モーラ）であるため違いが表れる言語のひとつで、たとえば「赤坂」/akasaka/ のように文字ではなく音素の逆転となる語について、同類だが別の言葉遊びとして認知されているほどである。
このため、「キセル」/kiseru/ の音素を逆順に読むと /uresik/ だが、日本語話者は通常、「セルキ」/seruki/ を「キセル」の逆順とする。音素文字を用いる言語でも、音素と文字が正確に対応しない等が原因で、逆さ書きは音素の逆順読みと同じにはならないことが多い。
また漢字を併用する日本語の言葉遊びとしては、「象印」・「印象」といったものもある。回文から派生した言葉遊びとして、逆さにすると別の意味が通る文になるものをsemordnilapというが（詳細は回文の記事を参照）、倒語のうち互いに倒語になるようなペアは、それだとも言える。

## 近年の逆さ読み

### ジャズ業界
米軍キャンプなどを営業で回るジャズバンドのバンドマンにおいて、逆さ読みが流行した。この言語現象を、ズージャ語と呼ぶ。創成期の民間放送、テレビ業界、芸能マネージメント業界はジャズ出身者が非常に多かったこともあり、放送業界、芸能界にも伝搬した。その名残は現在にまで及んでいる。
例えば、「C調」(しーちょう)という言葉は、「調子いい」とハ長調 (C調) をかけて、軽く調子のいい事を吹聴する人物を指したものである。
これ以外の言葉でも逆さ読みが広まり、「トーシロ」（素人 = 一般人）に悟られないようにするために重宝された。「ワーカー ノ レーナガ ニ ズンタッタ」と言うのがあるが、これの原型は「川の流れに佇んだ」である。

### 実例
もともと隠語ゆえ、品性に欠けるものが多く、場所柄を配慮して用いる注意が必要である。また、語尾を伸ばすのは近年の傾向である。一般に平板型アクセントになることが多い。
- ロイク = 黒い / ネグロイド（黒人） / 黒色
- ナオン = 女
- チャンカー = 母ちゃん / 嫁
- チャンネー = 姉ちゃん
- チャンバー = 婆ちゃん
- パイセン = 先輩
- ザギン = 銀座
- ギロッポン = 六本木
- ワイハ = ハワイ
- ジャーマネ = マネージャー
- シータク = タクシー
- ケーサ = 酒
- ヒーコー = コーヒー
- ダータ = タダ（只）
- ラーハ = 腹（はら）
- リーヘ = 減る
- シーメ = 飯（めし）
- ベルター = 食べる
- マイウー = うまい
- チョイモー = もうちょい
- シーホー = 欲しい
- ルーネー = 寝る
- クリソツ = そっくり
- クリビツ = びっくり
- テンギョー = 仰天
- イタオドロ = 驚いた
- ホドナル = なるほど
- グンバツ = 抜群
- ゲーハー / GH = 禿
- ビーチ = ちび
- ポコチン = 男性器
- コーマン = 女性器
- パイオツ = 乳房（おっぱい）
- カイデー = でかい
- パイオツカイデー = 巨乳（おっぱいでかい）
- チャイチ－ = 小さい
- ビーチク = 乳首
- シーアー= 脚（あし）
- ガイナー = 長い
- ソイホ / ソイホー = 細い
- トイフ / トイフー = 太い
- エーケー = 毛
- チータ = 立つ / 勃起
- オイニー = におい
- サイクー = くさい
- エーヘー = 屁
- ソーク / ソークー = 糞
- メーナ / メーナー = なめる（山下洋輔の草野球チームの名前である「ソークメナーズ」は「糞なめ」の意）
- パイイツ = いっぱい
- パツキン = 金髪
- グラサン = サングラス
- マーヒー = 暇
- パツラ = ラッパ (トランペット)
- ボントロ = トロンボーン
- ヤノピ = ピアノ (「ア」が「ヤ」と訛る)
- ドンバ = バンド
- ラーギャ = ギャラ
- バタス＝スタバ
- プテキャン = 朝鮮（「朝鮮」を「鮮朝（せんちょう）」と逆さ読みにしたものを「船長」と当て字し、それを「キャプテン」と英訳してさらに逆さ読みにしたもの。「プテキャンを喰おう」とは焼肉を喰うの意[3]）

ルー大柴はスパゲティを「ゲティスパ」と呼ぶ。

## 注
1. ↑  「ろくぶて」は、六ぶて（6回叩け/殴れ）という意味の日本語ととらえることもできる。
2. ↑  ハッカーの遺言状──竹内郁雄の徒然苔第2回：「學問」のすすめ
3. ↑  永六輔『芸人その世界』文藝春秋（文春文庫）、1975年第1刷、1978年第4刷、222頁。
4. ↑  ルー大柴『ルー語大変換　さぁ！ルー語を始めよう！』扶桑社、2007年、22頁。ISBN 978-4-594-05409-0。